# Lernanthropus pupa
Lernanthropus pupa är en kräftdjursart som beskrevs av Hermann Burmeister 1833. Lernanthropus pupa ingår i släktet Lernanthropus och familjen Lernanthropidae. Inga underarter finns listade i Catalogue of Life.